# 위경
위경(僞經, Pseudographia)은  기독교의 경전인 구약성서와 신약성서 중 현재 기독교 모든 종파에서 공식적 경전인 정경이나 신앙에 도움이 되는 공인 문서로도 인정받지 못하는 경전을 말한다.
개신교에서는 정경은 아니지만 신앙에 도움이 되는 외경(Apocrypha)과 비록 기독교의 복음을 담았다고는 하나 읽기에 좋지 않은 위경(Pseudographia)을 구분하며, 정교회나 로마 가톨릭교회에서는 제2경전을 개신교의 외경과 같은 의미로 사용하며 위경을 구분하여 사용한다.
기독교의 모든 교파에서 위경은 기독교의 전통적 교리에서 벗어나거나 정경의 일부인 것으로 보이게 쓰여진 문헌들을 지칭하는 명칭이다. 기독교의 초기에 쓰여진 마리아의 복음서나 베드로의 복음서와 같은 문헌들은 비록 예수의 가르침이나 말씀을 보존하였지만 전체적인 논지가 전통적 기독교 교리와 간격이 있거나 이단적 요소를 담고 있어 위경이라 지칭한다.

## 같이 보기
- 외경
- 제2경전

## 참고 문헌
- Cueva, Edmund P., and Javier Martínez, eds. Splendide Mendax: Rethinking Fakes and Forgeries in Classical, Late Antique, and Early Christian Literature. Groningen: Barkhuis, 2016.
- Ehrman, Bart. Forgery and Counterforgery: The Use of Literary Deceit in Early Christian Polemics. Oxford: Oxford University Press, 2013.
- Kiley, Mark. Colossians as Pseudepigraphy (Bible Seminar, 4 Sheffield: JSOT Press) 1986. Colossians as a non-deceptive school product.
- Metzger, Bruce M. "Literary forgeries and canonical pseudepigrapha", Journal of Biblical Literature 91 (1972).

- von Fritz, Kurt, ed. Pseudepigraphica. 1 (Geneva:Foundation Hardt). Contributions on pseudopythagorica (the literature ascribed to Pythagoras), the Platonic Epistles, Jewish-Hellenistic literature, and the characteristics particular to religious forgeries.